# 外傷死の3徴

外傷死の3徴は相互に関連している

外傷死の3徴（英語: Trauma triad of death、bloody vicious cycle、deadly triad）は、重症外傷において予後不良の原因となる3つの因子のこと。これが出現した場合、外科的治療においてはダメージコントロール手術（DCS）が検討される。
なお、いわゆる三徴候説「死の3徴候（瞳孔反応停止、呼吸停止、心停止）」とは異なるものである。
古典的には、下記の3項目が外傷死の3徴として知られている。
1. 低体温（hypothermia）
体温34.0℃以下
2. 代謝性アシドーシス（Metabolic acidosis）
動脈血pH 7.2未満
3. 血液凝固障害（coagulopathy）
PT、APTTが50％以上の延長

しかし、これら3つの条件が完全に揃ったときには既に回復困難な状況に陥っていることが多いことから、より早期に判断するための基準が検討されている。例えば日本医科大学千葉北総病院救命救急センターの松本尚は、
1. 体温35.5℃未満
2. 塩基過剰（BE） 7.5mmol/L未満[要検証 – ノート]
3. 収縮期血圧＜90mmHg

のいずれか1項目でも満たしていれば、外傷死の3徴に準じてDCSを検討することを提唱している。